# Avfartsnummer

Europeisk symbol för avfartsnummer.

Avfartsnummer, i Sverige ofta benämnda trafikplatsnummer eller motnummer, är nummerbeteckningar för anslutningar till vissa vägar. De finns främst på motorvägar men i vissa fall också på motortrafikleder. Systemet går ut på att varje avfart på motorvägen är numrerad. Avfartsnummer underlättar vägbeskrivningar. Nummersystemet används i bland annat Belgien, Danmark, Frankrike, Nederländerna, Sverige och Tyskland.

## Sverige

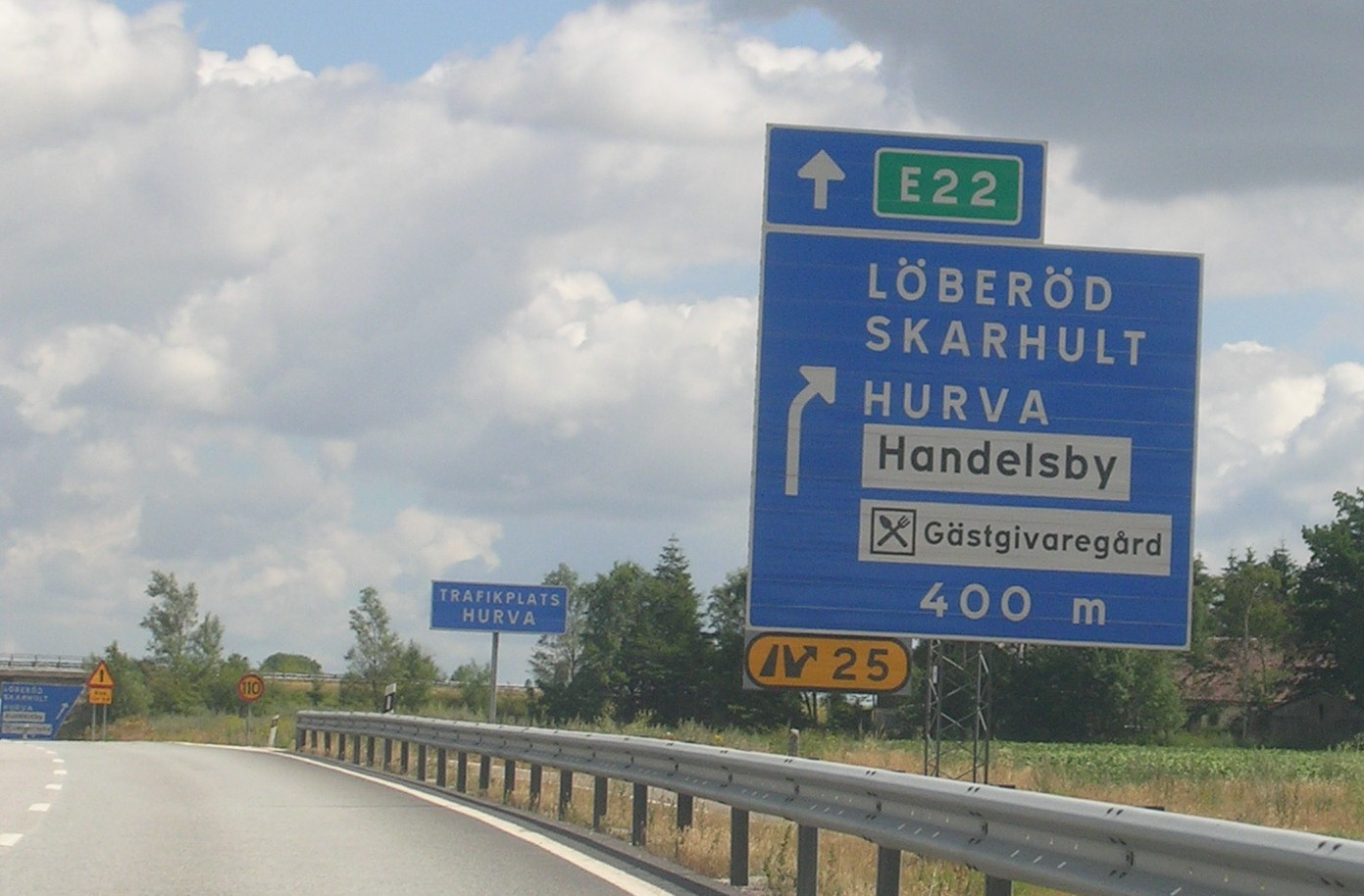
Skylt visar förberedande information om en avfart och är även försedd med ett avfartsnummer. Detta är avfart nummer 25 på E22

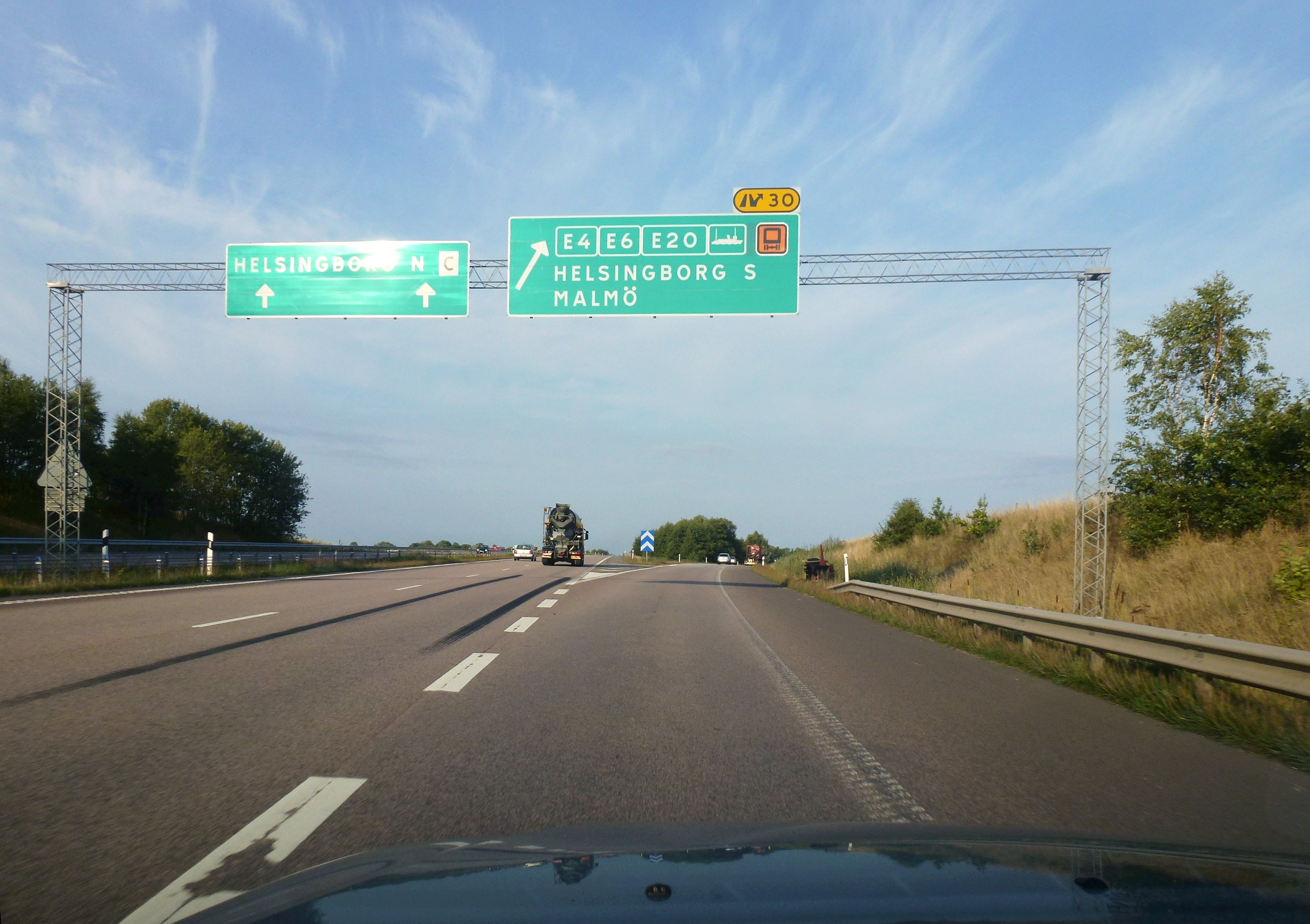
Avfartsnummer 30 vid Trafikplats Kropp.

Avfartsnummer har funnits i flera år i till exempel Tyskland. I Sverige har användningen av numrering ökat sedan 2004. Sverige hade tidigare namngivna avfarter, med namnen på separata skyltar i närheten av avfartsskyltarna på motorvägarna. Även på motortrafikleder och vissa andra större vägar användes dessa namnskyltar vid avfarterna (eller trafikplatserna som Vägverket benämnde dessa). Systemet användes inte i någon större uträckning.
1994 blev motorvägen på E6/E20 färdig förbi Halmstad. Vägverket i Halland beslutade att testa med skyltar av samma modell som används i Danmark. När Halland köpte in skyltar av dansk modell ingick även avfartsnumren.
Systemet gjorde genast succé och ansågs vara överlägset den namngivning som tidigare gällt i Sverige. Hösten 2003 fattade Vägverket beslut om att fler motorvägar skulle förses med detta nummersystem. Avfartsskyltarna försågs med en ny symbol för avfartsnummer. Den nya symbol som valdes är utvecklad efter rekommendationer av EU och härstammar från en symbol som tidigare fanns i Tyskland. Den svenska skylten liknar den som används i Frankrike med den skillnad att det som är gult i Sverige är vitt i Frankrike. Skyltarna i Tjeckien är mycket lika de som i dag finns i Sverige. Våren 2004 godkände regeringen detta beslut och avfarterna kunde därför börja numreras i mitten av 2004. Arbetet inleddes med E4 och E6 för att sedan fortsätta med fler motorvägar som ansluter med dessa.
På de platser där flera europavägar går gemensamt är även numreringen gemensam. Detta medför att till exempel E4:ans numrering inte börjar med nummer 1.

## Nummersystem
Normalt numreras normala avfarter som leder ut från motorvägarna och går till andra vägar. I vissa länder som till exempel Sverige och Tyskland numreras även de trafikplatser där två motorvägar möter varandra. I en del länder, som till exempel Danmark, numreras enbart de normala avfarterna men inte de trafikplatser där två motorvägar möter varandra. I de flesta länder finns det ett system som är enhetligt på nationell nivå även om vissa saker kan skilja sig mot grannlandet. I Sverige kan även gälla att avfarter som enbart leder till rastplatser, bensinstationer och matställen men som däremot inte riktigt leder ut från motorvägen är numrerade. När en motorväg går över en gräns till ett annat land brukar nummersystemet alltid skifta till ett annat för nästa land.
På en del håll finns avvikande system som utgår ifrån avstånd istället för att som i Sverige eller Tyskland bara gå i nummerordning. I bland annat Tjeckien, Österrike och Ungern används ett system som bygger på antalet kilometer från vägens början eller någon speciell punkt på vägen, systemet med avstånd har sitt ursprung från USA förutom måttenheten. Systemet kan ha fördelen att det blir enkelt att bygga nya avfarter på befintliga motorvägar och den nya avfarten får då bara ett nummer som är anpassat efter det avstånd denna befinner sig på från utgångspunkten. Nackdelen är att siffrorna kan förvirra trafikanterna och blir svåra att komma ihåg. Systemet var en gång i tiden också på väg att införas i Sverige men det ansågs vara för komplicerat och därför avstod man från det. I Storbritannien har man ett system liknande det svenska. "Junction 11 of the M40" är motorvägen M40:s avfart till Banbury. I Spanien används nummerordning för numrering på så kallade autopistas, medan kilometeravfartsnumrering används på andraklassmotorvägarna kallade autovia.